# Biffarius filholi
Biffarius filholi is een tienpotigensoort uit de familie van de Callianassidae. De wetenschappelijke naam van de soort is voor het eerst geldig gepubliceerd in 1878 door A. Milne-Edwards.